# Fnatic
Fnatic (pronuncia-se "fanatic"; também estilizado como fnatic ou FNATIC) é uma organização profissional de esportes eletrônicos com sede em Londres, Reino Unido. Fundada em 23 de julho de 2004, a equipe tem jogadores de todo o mundo, em uma variedade de jogos, como Apex Legends, Counter-Strike: Global Offensive, Dota 2, FIFA, League of Legends, Valorant e Rainbow Six Siege.
A organização conquistou mais de 200 conquistas de campeonatos em 30 jogos diferentes desde a sua criação em 2004. De acordo com a Forbes, a Fnatic vale US$ 260 milhões em 2022 e está entre as 10 empresas de esportes eletrônicos mais valiosas.

## História
A organização foi fundada em 23 de julho de 2004 por Sam Mathews e Anne Mathews. Sander "Vo0" Kaasjager, jogador do jogo de computador Painkiller, ajudou a Fnatic a se destacar com seus bons resultados no CPL World Tour 2005. Após o término temporário de sua carreira, a divisão de Counter-Strike foi muito importante para a organização, ganhando várias centenas de milhares de dólares em prêmios em dinheiro. A Fnatic era membro do G7 Teams, uma antiga associação das equipes mais bem-sucedidos do mundo. Depois de jogar vários anos pela Fnatic, Patrik "cArn" Sättermon, um jogador de Counter-Strike, tornou-se o diretor de jogos da Fnatic em 2012. Wouter Sleijffers substituiu Anne Mathews como CEO em 2015, enquanto Sam Mathews é o presidente do conselho.
Entre 2008 e 2009, a Fnatic passaria a ser patrocinada pela MSI e SteelSeries, ocasionando uma mudança temporária de nome para FnaticMSI.

## Divisões atuais

### Counter-Strike

#### 1.6eSource
A Fnatic entrou no cenário competitivo de Counter-Strike em 2004, quando a equipe foi fundada por Freek "FraK" Tammelling. A escalação inicial, liderada por Benjamin "diGitaL" Hildén, conseguiu vencer a CPL Singapore 2005, mas lutou para causar muito impacto em outros eventos internacionais. No início de 2006, a Fnatic liberou todo o seu elenco, exceto Harley "dsn" Örwall, que foi encarregado de montar um novo elenco. Örwall recrutou Patrik "cArn" Sättermon, o capitão da Eyeballers; Oscar "Archi" Torgersen, da Team GoN; e a dupla da Begrip, Patrik "f0rest" Lindberg e Kristoffer "Tentpole" Nordlund. Esta formação iria ganhar muitos eventos importantes em 2006, culminando no 1º lugar na CPL Winter 2006. Em 2011, a equipe de Counter-Strike da Fnatic ficou entre as três primeiras em muitos eventos com seu jogador recém-adquirido, Michael "Friis" Jørgensen.

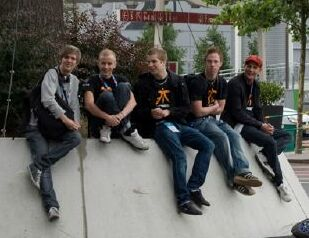
Equipe de Counter-Strike da Fnatic em 2007

Patrik "cArn" Sättermon ganhou a reputação de ser um dos principais líderes e estrategistas em Counter-Strike de 2006 a 2012 devido à sua capacidade de liderar várias escalações completamente diferentes da Fnatic para vitórias em torneios importantes. No entanto, em março de 2012, ele anunciou sua aposentadoria surpresa antes da IEM Season VI World Championship, tornando-se o primeiro diretor de jogos da Fnatic. Richard "Xizt" Landström assumiu o papel de líder em jogo, substituindo Patrik "cArn" Sättermon por Finn "karrigan" Andersen, outro jogador dinamarquês. A nova equipe venceu seu primeiro grande evento LAN no Copenhagen Games 2012. No mesmo fim de semana, FnaticRC.aLive venceu seu primeiro grande torneio no IPL4 Las Vegas.
Depois que a Fnatic venceu o DreamHack Summer 2012 e o campeonato sueco, Rasmus "Gux" Stahl se aposentou do Counter-Strike, deixando uma vaga aberta na Fnatic. Em 26 de junho, a Fnatic anunciou que Martin "trace" Heldt se juntaria à equipe. Em agosto, Richard "Xizt" Landstorm deixou o time para jogar CS:GO pela Ninjas in Pyjamas; Emil "FYRR73" Karlsson foi anunciado como seu substituto.

#### Global Offensive
Quando a Fnatic mudou para o Counter Strike: Global Offensive, eles se tornaram uma das melhores equipes do mundo. A fim de completar o elenco, a Fnatic anunciou que Andreas "Xyp9x" Højsleth e Magnus "JOKERN" Barthel se juntariam a eles para competir no Counter Strike: Global Offensive. A equipe conseguiu terminar na 3ª/4ª posição no EMS Season 1 Finals.

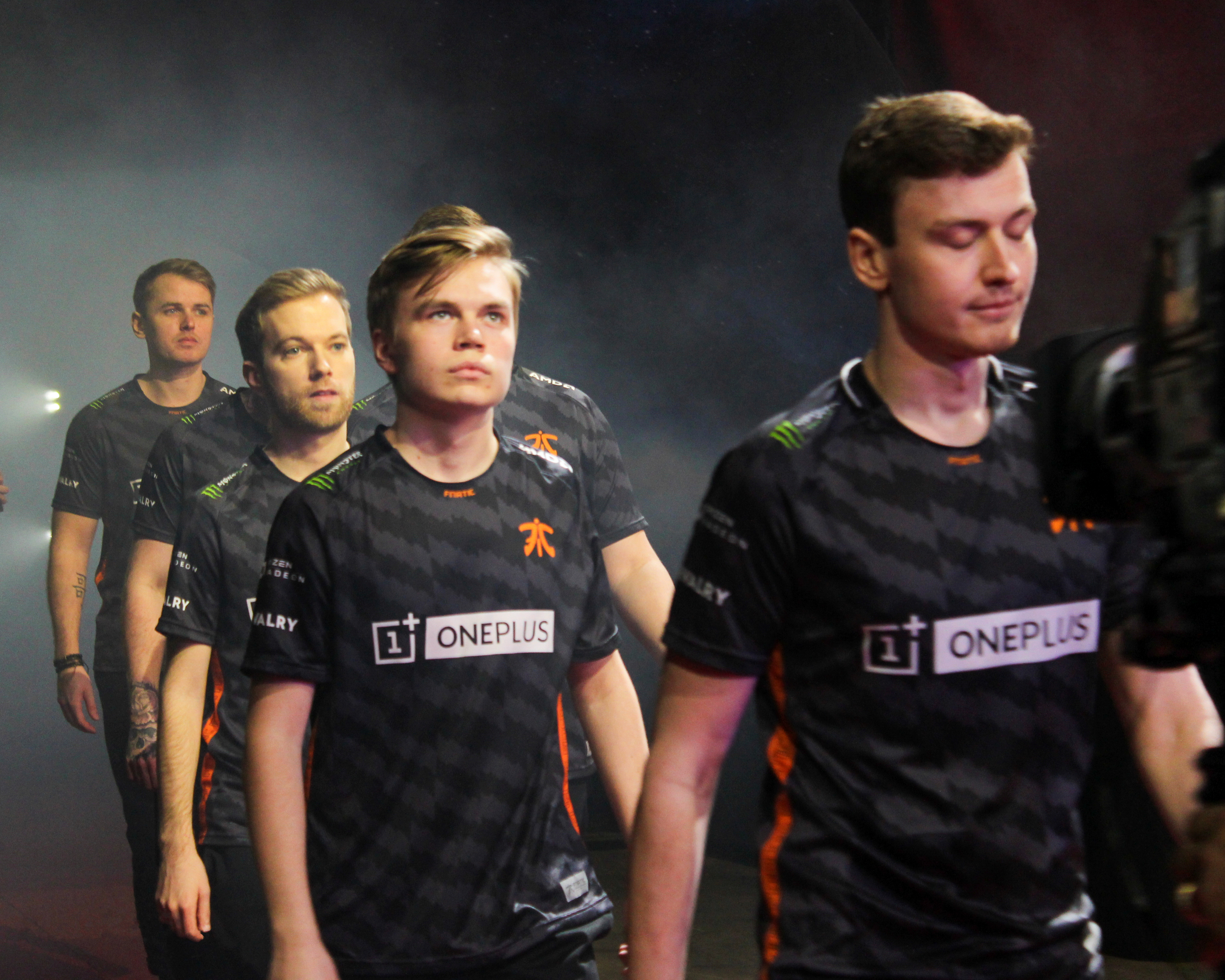
Fnatic no IEM Sydney 2019

No final de 2013, a Fnatic venceu o primeiro Campeonato Major de Counter Strike: Global Offensive, o DreamHack Winter 2013, sob a orientação de seu novo líder, Markus "pronax" Wallsten, derrotando a equipe Ninjas in Pyjamas (NIP). Em 2014, a Fnatic contratou os dois ex-jogadores da LGB Esports, Olof "olofmeister" Kajbjer e Freddy "KRIMZ" Johansson. Eles ganharam mais dois Majors em 2015, o ESL One Katowice após derrotar novamente a NIP, e o ESL One Cologne 2015, após derrotar a Team EnVyUs. Por causa das grandes vitórias consecutivas deste elenco e de outros títulos internacionais, alguns consideram esse time da Fnatic o elenco mais forte já reunido na história do CS:GO.
Em novembro de 2015, após algumas apresentações decepcionantes em torneios, Markus "pronax" Wallsten decidiu dar um hiato no CS:GO competitivo. Ele foi substituído por Dennis "dennis" Edman da equipe internacional da G2 Esports. Em dezembro de 2015, a Fnatic venceu a Ninjas in Pyjamas por 2–1 e garantiu sua segunda vitória no Fragbite Masters Season 5, sendo a outra na temporada 3. A Fnatic recuperou a posição número 1 na classificação de equipes da HLTV após o torneio, e permaneceu como a equipe número 1 do mundo até 18 de abril de 2016.

### League of Legends
A equipe de League of Legends da Fnatic venceu o Campeonato Mundial inaugural em 2011, se tornando os primeiros campeões mundiais do jogo. O elenco liderado por Enrique "xPeke" Martínez derrotou a equipe francesa Against All Authority na grande final por 2–1.
Em 2013, a Fnatic se qualificou para a primeira temporada da European League of Legends Championship Series (EU LCS) onde foram campeões nas duas etapas do ano e novamente se classificaram para o Campeonato Mundial, chegando até as semifinais. Durante a etapa de verão da EU LCS de 2015, eles se tornaram o primeiro time a não perder uma única partida em uma etapa. A Fnatic deteve o recorde de mais troféus da EU LCS conquistados com 7 vitórias em 15 torneios. Esta pontuação foi igualada pela G2 Esports na etapa de primavera de 2020. Durante a etapa de verão de 2020, as 2 equipes disputaram a final pelo oitavo título, com a G2 vencendo a Fnatic e ultrapassando seu recorde.
No Campeonato Mundial de 2018, a equipe terminou em segundo lugar e é até hoje a única equipe ocidental a ter chegado duas vezes na final. Por causa dessas conquistas, o time de LoL da Fnatic é considerado um dos melhores times do ocidente.

### Dota 2
Em 30 de março de 2012, os jogadores da divisão de Heroes of Newerth da Fnatic, composta por Johan "N0tail" Sundsteil, Adrian "Era" Kryeziu,  Jascha "NoVa" Markuse e Tai "Fly" Aizik, mudaram oficialmente para o Dota 2. No início de setembro daquele ano, o elenco da equipe foi reformulado com a adição de Kai "H4nn1" Hanbückers e Kalle "Trixi" Saarinen, este último substituindo Jascha "NoVa" Markuse.
Em 2014, a Fnatic se separou de sua equipe de Dota 2.
Em 2015, a Fnatic anunciou seu retorno ao Dota 2, adquirindo o elenco da Team Malaysia.
A Fnatic terminou em quarto lugar no The International de 2016.
No final de agosto de 2017, a organização montou uma nova equipe de jogadores ocidentais. O local de implantação da equipe foi na Malásia, que pertence à região do Sudeste Asiático do Circuito Profissional de Dota (CPD).